# Bruce Rock
Bruce Rock är en ort i Australien. Den ligger i kommunen Bruce Rock och delstaten Western Australia, omkring 220 kilometer öster om delstatshuvudstaden Perth.
Trakten runt Bruce Rock är nära nog obefolkad, med mindre än två invånare per kvadratkilometer.. Det finns inga andra samhällen i närheten.
Trakten runt Bruce Rock består till största delen av jordbruksmark. Genomsnittlig årsnederbörd är 422 millimeter. Den regnigaste månaden är juli, med i genomsnitt 55 mm nederbörd, och den torraste är februari, med 12 mm nederbörd.